# Nenad Petrović
Nenad Petrović (* 7. September 1907 in Zagreb (Österreich-Ungarn, heute Kroatien); † 9. November 1989 ebenda) war ein jugoslawischer Schachkomponist.

## Leben
Nenad Petrović zählt zu den größten Komponisten aller Zeiten. Im Laufe der Jahre veröffentlichte er über 650 Originale aus allen Bereichen der Schachkomposition, 121 davon wurden in die FIDE-Alben aufgenommen. Für seine herausragenden Leistungen wurde ihm 1976 der Titel eines Großmeisters für Schachkomposition verliehen. Seine zahlreichen, zum Teil heute noch gültigen Rekorde ebenso wie die von ihm erdachten bzw. realisierten Tasks setzten neue Maßstäbe in der Schachkomposition und brachten ihm die Bezeichnung the man of tasks ein.
Bereits 1947 wurde er Weltmeister im Lösen von Schachaufgaben. 1952 rief er die Fachzeitschrift Problem ins Leben, welche sich von 1959 bis zu ihrer Einstellung 1981 als das offizielle Sprachrohr der Ständigen Kommission für Schachkomposition bei der FIDE (PCCC) etablierte. 1956 war Petrović Gründungsmitglied und von 1958 bis 1962 Präsident der PCCC nach dem Tod seines Vorgängers J. Neukomm. Ferner gilt er als geistiger Vater des Kodexes für Schachkompositionen und rief 1958 beim Kongress in Piran die FIDE-Alben ins Leben, an deren 13 ersten Ausgaben für den Zeitraum von 1914 bis 1982 er federführend mitwirkte. Die Arbeit am 14. Album konnte er durch Ableben nicht zu Ende bringen.
Als internationaler Preisrichter richtete Petrović unzählige Turniere. Er schrieb darüber hinaus viele Artikel, in denen Petrović richtungsweisende Gedanken zur Schachkomposition präsentierte.
Petrović beschäftigte sich auch mit weniger bekannten Gebieten der Schachkomposition wie etwa der Schachmathematik und Konstruktionsaufgaben.
- Wie viele verschiedene Schachpartien sind theoretisch möglich? 1948 gab Petrović die Zahl 1018900 an.
- Mit allen 32 Steinen kann man etwa 1032 legale Stellungen aufbauen.
- Stelle alle weißen Figuren auf dem Schachbrett so auf, dass eine legale Stellung entsteht und dass Weiß möglichst viele Züge ausführen kann. Hier fand Petrović eine Lösung mit 122 Zügen.
- Konstruiere eine legale Stellung in der Weiß möglichst viele Züge ausführen kann. 1964 konstruierte Petrović eine Stellung mit 218 möglichen Zügen für Weiß.

## Beispiel
|   | a | b | c | d | e | f | g | h |   |
| 8 |   |   |   |   |   |   |   |   | 8 |
| 7 |   |   |   |   |   |   |   |   | 7 |
| 6 |   |   |   |   |   |   |   |   | 6 |
| 5 |   |   |   |   |   |   |   |   | 5 |
| 4 |   |   |   |   |   |   |   |   | 4 |
| 3 |   |   |   |   |   |   |   |   | 3 |
| 2 |   |   |   |   |   |   |   |   | 2 |
| 1 |   |   |   |   |   |   |   |   | 1 |
|   | a | b | c | d | e | f | g | h |   |

Lösung:

1. Da6+! Kb4 2. Dd3 Sf6+ 3. Kc6 nebst Db5 matt

1. … Kxa6 2. Kc6 nebst b4 und b5 matt

## Privates
Nenad Petrović war Direktor einer international agierenden großen Baufirma Viadukt (Zagreb).